# Хоар, Мелисса
Мелисса Хоар (англ. Melissa Hoar, 26 января 1983, Моруя, Новый Южный Уэльс) — австралийская скелетонистка, выступавшая за сборную Австралии с 2004 года по 2010-й. Участница зимних Олимпийских игр в Ванкувере, чемпионка мира среди юниоров, многократная призёрша национального первенства.

## Биография
Мелисса Хоар родилась 26 января 1983 года в городе Моруя, штат Новый Южный Уэльс. Активно заниматься скелетоном начала в возрасте двадцати лет, в 2004 году прошла отбор в национальную сборную и стала принимать участие в крупнейших международных стартах, показывая довольно неплохие результаты. В частности, дебютировала на Кубке Америки, на первом же этапе в канадском Калгари с ходу заняла двенадцатое место и до конца сезона держалась примерно на том же уровне. В следующем году завоевала золотую и бронзовую медали в рамках Кубка вызова, а в феврале на взрослом чемпионате мира была четырнадцатой.
В следующем сезоне участвовала в квалификации на Олимпийские игры 2006 года в Турине, однако немного уступила соотечественнице Мишель Стил. После первых двух этапов на Кубке мира, где она занимала восемнадцатое и шестнадцатое места, на третьем в швейцарском Санкт-Морице финишировала пятой. Чуть позже на молодёжном чемпионате мира в австрийском Иглсе взяла золото, став чемпионкой мира среди юниоров. По окончании сезона 2006/07 расположилась в мировом рейтинге сильнейших скелетонисток на восемнадцатой строке. Последующие два года Хоар всегда уверенно попадала в двадцатку лучших, но каких бы то ни было существенных достижений не добилась. В 2009 году боролась за обладание Межконтинентальным кубком, выиграла здесь две золотые медали и две серебряные.
Благодаря череде удачных выступлений удостоилась права защищать честь страны на зимних Олимпийских играх 2010 года в Ванкувере, вместе с Эммой Линкольн-Смит без проблем прошла квалификацию и планировала побороться за призовые места, но в итоге вынуждена была довольствоваться только двенадцатой позицией. Поскольку конкуренция в сборной на тот момент резко возросла, вскоре Мелисса Хоар приняла решение завершить карьеру профессиональной спортсменки, уступив место молодым австралийским скелетонисткам. Окончила Вуллонгонгский университет и Австралийский институт спорта.